# به من نیاز داشتی
«به من نیاز داشتی» (به انگلیسی: Needed Me) تک‌آهنگی از هنرمند اهل باربادوس ریحانا است که در ۳۰ مارس ۲۰۱۶ منتشر شد. این تک‌آهنگ در آلبوم ضد (آلبوم) قرار داشت.